# Hovmî, Borzna
Hovmî (în ucraineană Ховми) este localitatea de reședință a comunei Hovmî din raionul Borzna, regiunea Cernihiv, Ucraina.

## Demografie
Componența lingvistică a localității Hovmî
     Ucraineană (98,75%)
     Rusă (1,25%)
Conform recensământului din 2001, majoritatea populației localității Hovmî era vorbitoare de ucraineană (98,75%), existând în minoritate și vorbitori de rusă (1,25%).